# 閩人三十六姓
閩人三十六姓，又稱福建三十六姓、久米三十六姓，是對明朝遷居琉球的福建人三十六姓的總稱，多来自福州和漳州兩地。
據《明史·琉球傳》記載，1372年，琉球中山王察度向明朝朝貢。1392年（洪武二十五年），察度在朝贡时提出要求赐予一些中国人丁，以便更好地学习中国文化及来往通商，明太祖接受察度王的邀请，賜閩中舟工三十六姓。其三十六姓，到底指的是三十六戶還是三十六人，或者「三十六」只是一種虛數，至今仍有爭議。不過據統計，目前久米士族的後裔實際上只有二十五姓，其中洪武、永樂年間到達琉球的後裔只有六姓；其他的十九姓中，九姓為後來陸續從中國遷入，十姓為奉琉球國王旨意入籍久米村之人（九姓琉球人、一姓日本人）。
這些來自明朝的移民到達琉球後，在那霸港附近的浮島上建立了久米村，並定居於此。閩人三十六姓多為航海家、學者或其他擁有一技之長的人，他們的後裔世代負責航海、造船、外交文書的編寫、翻譯、對華貿易等事務，因此在琉球社會中地位較高。從閩人三十六姓遷居琉球，到琉球被日本兼併的五百年期間，閩人三十六姓的後裔多出任琉球王府的外交官，琉球進貢使團的正議大夫、中議大夫多為閩人三十六姓後裔擔任。
由於閩人三十六姓的後裔居住在久米村，遂稱「久米士族」。他們穿漢服並有傾明的政治傾向。女真人入關之後，他們拒絕剃髮易服。但在向象賢改革中，琉球王府為了維持對滿清政府朝貢的需要，下令閩人三十六姓後裔於1650年集體改穿琉裝、結欹髻。
久米士族也一直按照儒家的喪葬節舉行葬禮。在向象賢改革中，久米士族廢除傳統的土葬和儒家葬禮，改用琉球式的風葬和佛教葬禮。此後琉球王府的政策一直在土葬和風葬中搖擺，直到1726年最終確定了久米士族遵循土葬和儒家葬禮規定。
久米士族與首里士族、那霸士族、泊士族共同為琉球的四大士族集團勢力。但琉球王府的權力核心多被首里士族壟斷，久米士族出身的三司官只有鄭迵、蔡溫二人。而久米士族則長期壟斷四個官生的名額，直到1802年為止。
由於閩人三十六姓後裔精通漢語，因此將中國的許多先進科技帶入琉球。沖繩學學者伊波普猷、真境名安興於1916年出版的《琉球五偉人》一書中，列舉出了為琉球歷史做出巨大貢獻的五位歷史人物麻平衡、向象賢、蔡溫、程順則、向有恆，其中，蔡溫、程順則兩人是閩人三十六姓的後裔。

## 閩人三十六姓列表
以下是根據久米村士族家譜列出的閩人三十六姓的列表。
| 姓及大宗家    | 元祖   | 祖籍                                              | 遷入年代       | 備註                                   |
| ------------- | ------ | ------------------------------------------------- | -------------- | -------------------------------------- |
| 金氏 具志堅家 | 金瑛   | 浙江                                              | 1392年         | 寓居福州， 後入琉球                    |
| 蔡氏 儀間家   | 蔡崇   | 泉州府南安縣 （今泉州南安市）                     | 1392年         |                                        |
| 鄭氏 湖城家   | 鄭義才 | 福州府長樂縣 （今福州市長樂區）                   | 1392年         |                                        |
| 紅氏 和宇慶家 | 紅英   | 福建福州府                                        | 洪武、永樂年間 |                                        |
| 林氏 名嘉山家 | 林喜   | 福州府閩縣林浦村 （今福州市倉山區城門鎮林浦村）   | 洪武、永樂年間 |                                        |
| 陳氏 仲本家   | 陳康   | 福建福州府                                        | 永樂年間       |                                        |
| 梁氏 龜嶋家   | 梁嵩   | 福州府長樂縣                                      | 1460年         |                                        |
| 蔡氏 平川家   | 蔡宗貴 | 福州府西門外                                      | 嘉靖年間       |                                        |
| 鄭氏 與座家   | 鄭肇祚 | 福州府長樂縣                                      | 嘉靖年間       |                                        |
| 王氏 國場家   | 王立思 | 漳州府龍溪縣上苑村 （今漳州市龍海區榜山鎮上苑村） | 1591年         |                                        |
| 阮氏 濱比嘉家 | 阮明   | 漳州府龍溪縣                                      | 1591年         |                                        |
| 阮氏 宮城家   | 阮國   | 漳州府龍溪縣                                      | 1607年         |                                        |
| 毛氏 與世山家 | 毛國鼎 | 漳州府龍溪縣                                      | 1607年         |                                        |
| 陳氏 幸喜家   | 陳華   | 漳州府龍溪縣                                      | 1617年         |                                        |
| 楊氏 古堅家   | 杨明州 | 浙江台州府 （今浙江台州市）                       | 1648年         |                                        |
| 林氏 上原家   | 林世重 | 琉球                                              | 1575年         | 奉旨補缺                               |
| 蔡氏 伊計家   | 蔡廛   | 琉球                                              | 1610年         | 奉旨補缺                               |
| 梁氏 富山家   | 梁守德 | 琉球                                              | 萬曆年間       | 奉旨補缺                               |
| 周氏 阿賀嶺家 | 周文郁 | 琉球                                              | 崇禎年間       | 奉旨補缺 實為其子周國盛入籍            |
| 孫氏 安座間家 | 孫良秀 | 日本京堺                                          | 1645年         | 本姓石橋氏 奉旨補缺 實為其子孫自昌入籍 |
| 曾氏 仲宗根家 | 曾志美 | 琉球                                              | 1656年         | 本姓虞 奉旨補缺                        |
| 程氏 名護家   | 程泰祚 | 琉球首里府                                        | 1656年         | 本姓虞 奉旨補缺 入嗣為程復後裔         |
| 魏氏 慶佐次家 | 魏士哲 | 琉球首里府                                        | 1669年         | 本姓應 奉旨補缺                        |
| 林氏 平安座家 | 林胤芾 | 琉球小祿郡宮城村                                  | 1670年         | 奉旨補缺                               |
| 李氏 久里家   | 李榮生 | 琉球                                              | 康熙初年       | 本姓牛 奉旨補缺                        |

## 較出名的閩人三十六姓後裔
- 鄭迵（謝名利山）
- 鄭秉哲（伊佐川佑實）
- 蔡紅亨
- 蔡鐸（志多伯天將）
- 蔡溫（具志頭文若）
- 程順則（名護寵文）
- 魏士哲（高嶺德明）
- 林世功（名城春傍）
- 湖城以正（蔡氏）
- 稻嶺惠一（毛氏）
- 仲井真弘多（蔡氏）

## 腳註
1. ↑  [.   [2012-05-26]. （原始内容存档于2012-12-03）. ]
2. ↑  《球陽記事/卷之六》：「〔尚質王三年〕唐榮士臣衣冠容貌悉從國俗。明洪武壬申，勅賜閩人三十六姓，以敷文教于中山，兼令掌貢典。國王察度深喜悦之，即卜宅于久米村而栖居焉，遂名其地曰唐榮。【素稱唐營，今改榮字。】故其所服衣冠皆從明朝制法，包網巾、戴方巾、沙帽。至于順治庚寅，始以剃髮結欹髻，改用球陽衣冠，悉從國俗，以示心服滿清政府之意矣。」
3. ↑  《球陽記事/卷之十一》：「〔尚敬王十四年〕紫金大夫鄭弘良請行儒葬祭礼。唐榮士臣素行中華祭葬之礼。至于近世，改用釋僧之葬礼。康熙癸巳年，仍行儒葬礼。己亥年，亦為釋僧葬礼。是年之春，唐榮紫金大夫鄭弘良【大嶺親方基橋】請乞儒祭葬礼，幸蒙俞允。其夫婦雍正己酉、庚戌之冬染病而卒，供行甚礼，以為葬祭矣。」